# Dalahu (Verwaltungsbezirk)
Dalahu (persisch شهرستان دالاهو) ist ein Schahrestan in der Provinz Kermānschāh im Iran. Er enthält die Stadt Kerend-e Gharb, welche die Hauptstadt des Verwaltungsbezirks ist.

## Kreise
- Zentral (بخش مرکزی)
- Gahvareh (بخش گهواره)

## Demografie
Bei der Volkszählung 2016 betrug die Einwohnerzahl des Schahrestan 35.987. Die Alphabetisierung lag bei 77 Prozent der Bevölkerung. Knapp 44 Prozent der Bevölkerung lebten in urbanen Regionen.
| Zensusjahr | Einwohnerzahl |
| ---------- | ------------- |
| 2011       | 39.837        |
| 2016       | 35.987        |